# Nuclear Fire
Nuclear Fire è il terzo album del gruppo musicale tedesco heavy/power metal Primal Fear.
In questo disco Tom Naumann cede il posto di chitarrista all'entrante Henny Wolter; tuttavia Naumann resterà una presenza costante all'interno del gruppo nelle vesti di chitarrista on stage partecipando a parecchi tour, perfino i più recenti e alternandosi allo stesso Wolter nei successivi dischi.

## Tracce
1. Angel in Black – 3:58
2. Kiss of Death – 3:50
3. Back from Hell – 3:46
4. Now or Never – 5:33
5. Fight the Fire – 4:23
6. Eye of an Eagle – 4:28
7. Bleed for Me – 5:04
8. Nuclear Fire – 4:23
9. Red Rain – 4:51
10. Iron Fist in a Velvet Glove – 5:17
11. Fire on the Horizon – 3:31
12. Living for Metal – 3:42

## Formazione
- Ralf Scheepers - voce
- Henny Wolter - chitarra
- Stefan Leibing - chitarra
- Mat Sinner - basso, cori
- Klaus Sperling - batteria